# Hagenbach (Haut-Rhin)
Hagenbach ist eine französische Gemeinde mit 766 Einwohnern (Stand 1. Januar 2022) im Département Haut-Rhin in der Region Grand Est (bis 2015 Elsass). Sie ist Teil des Arrondissements Altkirch, des Kantons Masevaux-Niederbruck und ist Mitglied des Gemeindeverbandes Sud Alsace Largue.

## Geografie
Die Gemeinde Hagenbach liegt 17 Kilometer südlich von Cernay und 18 Kilometer südwestlich von Mülhausen im Sundgau. Der Rhein-Rhône-Kanal bildet die nördliche Grenze des Gemeindegebietes. Der Ort liegt in hochwassersicherer Lage am Rand der Talebene der Larg im lössbedeckten Sundgauer Tertiärhügelland. Die vielfach mäandernde Larg wurde beim Bau des Kanals ab Hagenbach bis vor Eglingen  zu einem geradlinigen, den Kanal begleitenden Lauf gezwungen.

## Geschichte
Der Ortsname ist aus den deutschen Worten Hagen und Bach zusammengesetzt.
Im Mittelalter gehörte die Ortschaft zur Grafschaft Pfirt, von 1324 bis 1648 gehörte sie den Habsburgern. Die Familie Hagenbach wurde 1291 zum ersten Mal als Seigneurs von Hagenbach erwähnt, sie standen seit 1351 in einem Lehensverhältnis mit den Habsburgern. Peter von Hagenbach (1420–1474) wurde durch den Herzog von Burgund als Landvogt mit Sitz in Ensisheim eingesetzt. Er besaß eine Burg in Hagenbach, die 1466 von Truppen der Alten Eidgenossenschaft zerstört wurde. Im Westfälischen Frieden 1648 gingen die habsburgischen Besitzungen im Elsass – damit auch Hagenbach – an die französische Krone.
Von 1871 bis zum Ende des Ersten Weltkrieges gehörte Hagenbach als Teil des Reichslandes Elsaß-Lothringen zum Deutschen Reich und war dem Kreis Altkirch im Bezirk Oberelsaß zugeordnet. Im Ersten Weltkrieg litt der Ort stark unter deutschem Artilleriebeschuss.
In Hagenbach entstand am Kanal 1865 einen größerer Ziegeleibetrieb, der 1915 französischem Artilleriebeschuss zum Opfer fiel. Die 1878 an der Straße nach Altkirch eröffnete Ziegelei Gessier, die zu Beginn des 20. Jahrhunderts jährlich 200 000 wegen ihrer Frostfestigkeit geschätzten Backsteine produzierte, hat Anfang der 1960er Jahre noch 1 000 t Backsteine monatlich hergestellt. Der Betrieb wurde 1972 eingestellt und die Baulichkeiten wurden abgebrochen. Die Tongrube ist heute ein Fischweiher und ein wertvolles Biotop.

### Bevölkerungsentwicklung
| Jahr      | 1910 | 1962 | 1968 | 1975 | 1982 | 1990 | 1999 | 2007 | 2017 |
| Einwohner | 508  | 525  | 548  | 468  | 543  | 595  | 593  | 687  | 706  |

## Wappen
Das Wappen der Gemeinde entspricht dem Familienwappen der Hagenbachs.

## Kultur und Sehenswürdigkeiten
Am Rhein-Rhône-Kanal besteht bei Hagenbach ein Binnenhafen mit Bootsvermietung und ein gut ausgebauter Fahrradweg.

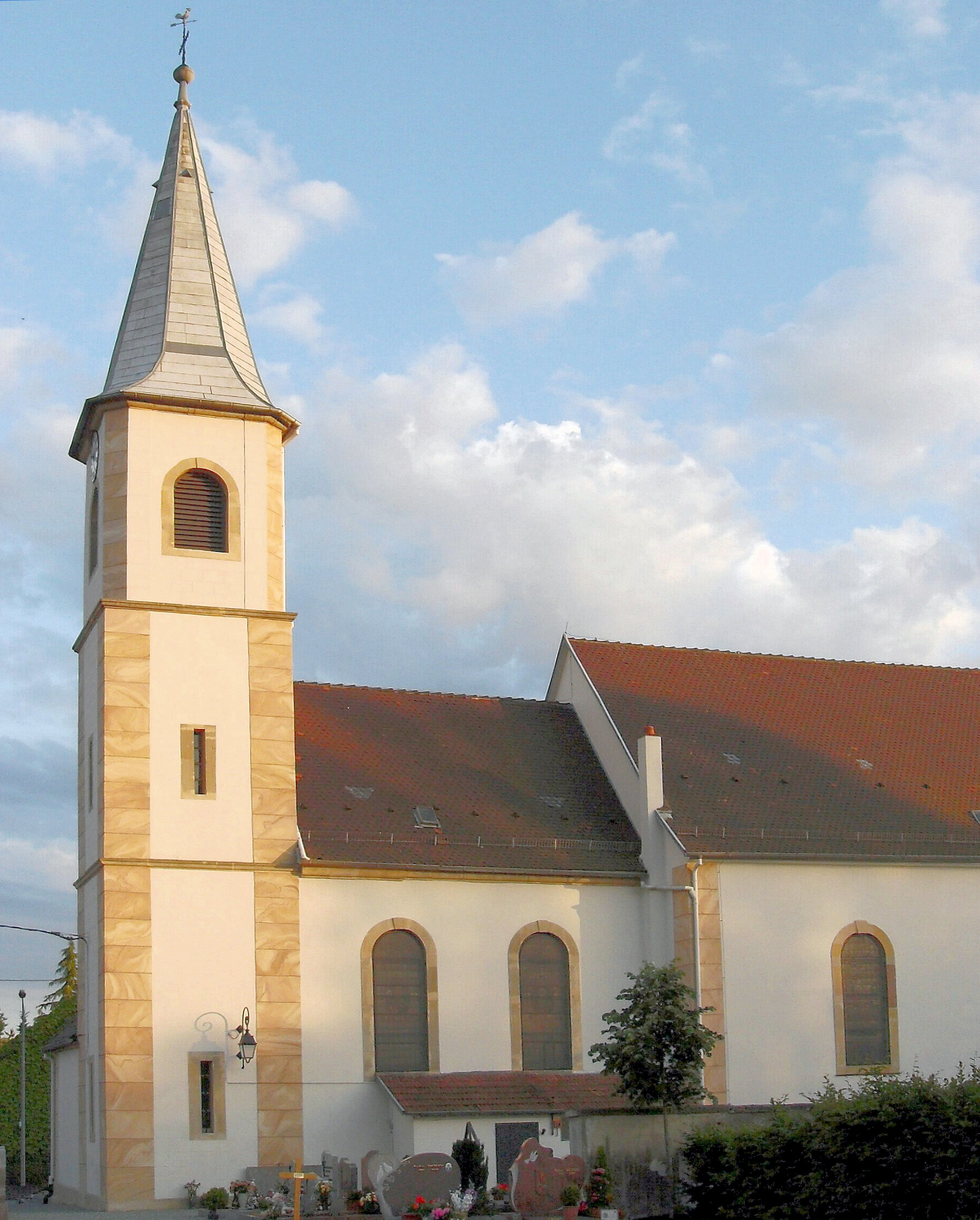
Kirche St. Peter

Sankt-Peterskirche (Église St.- Pierre) Die jetzige, 1779 errichtete spätbarocke Kirche ersetzte eine nach Kriegsschäden im Dreißigjährigen Krieg wieder hergestellte mittelalterliche Kirche, die im Oberdorf stand. Beachtenswerte Rokoko-Innenausstattung. Im Schiff ein barocker Christus am Kreuz zwischen Maria und Johannes. Der Hochaltar und die beiden Seitenaltäre stammen aus der Abtei Lützel. Auf dem linken Altar eine Pietà. Das Gemälde des Hauptaltars zeigt den Kirchenpatron. Die Chorfenster von 1919 stammen aus der bekannten Werkstatt Ott in Straßburg, die Fenster im Schiff aus einer Innsbrucker Werkstatt. Die Kirche besitzt eine Callinet-Orgel von 1830.
Einige gut erhaltene Fachwerkbauten: Haus Nr. 45 an der Rue de Delle, datiert 1780, in Stockwerkbauweise  mit auf Symmetrie bedachtem Fachwerk der Giebelseite, barocken Segmentbogenfenstern, Halbwalm, Wetterdächlein und angebautem Backofen. -  Haus Nr. 5 Rue d’Altkirch in der altertümlicheren Ständerbauweise; wohl schon vor dem Dreißigjährigen Krieg gebaut. Giebelseitiges Fachwerk nachträglich durch Mauerwerk ersetzt (oder verputzt?). Altertümlich das weitabständige Fachwerk und die traufwandhohe Langstrebe.

## Wirtschaft
Bis 1972 gab es eine Ziegelei in Hagenbach.  
Heute gibt es mehrere Handwerksbetriebe im Ort, vier Geschäfte und sechs landwirtschaftliche Betriebe. Die Grundschule wird zusammen mit der Gemeinde Gommersdorf organisiert. Sie verfügt über vier Klassen, einen Kindergarten und eine Schulkantine. Das Schulgebäude beherbergt auch die Gerätschaften der Feuerwehr.

## Persönlichkeiten
- Adrien Finck (* 1930 in Hagenbach; † 2008), Schriftsteller, Literaturwissenschaftler und Hochschullehrer